# Miroir d'eau

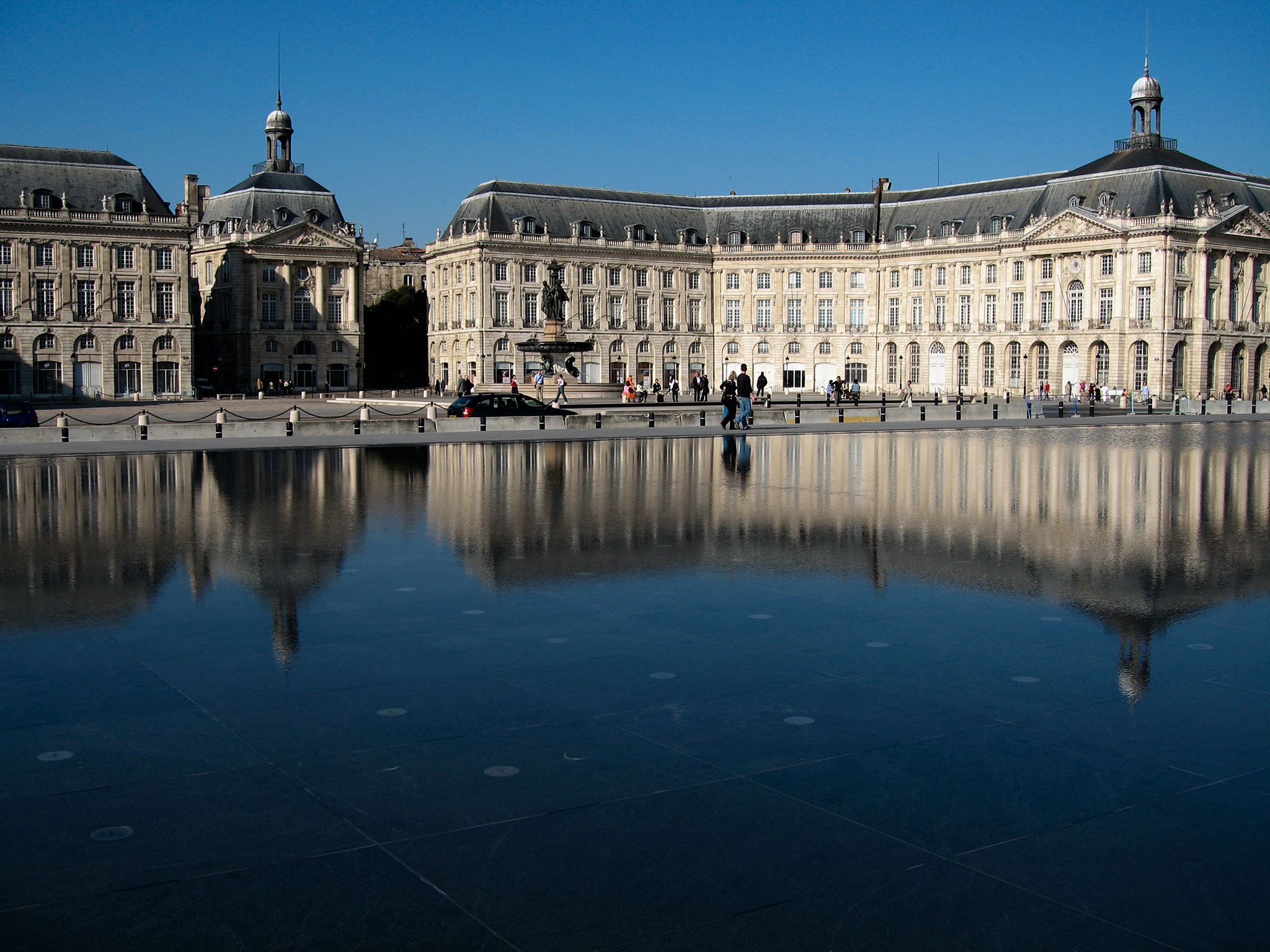
Place de la Bourse med Miroir d'eau.

Miroir d'eau (vattenspegel) är en 3 450 kvadratmeter stor reflekterande bassäng av granit framför Place de la Bourse i Bordeaux.
Bassängbottnen, som består av granitplattor, täcks av ett två centimeter tjockt skikt av vatten som cirkuleras från en underjordisk bassäng. Anläggningen ritades av landskapsarkitekt Michel Corajoud i samband med renoveringen av hamnområdet i början av 2000-talet och byggdes  av fontäntillverkaren Jean-Max Llorca och arkitekt Pierre Gangnet. Spegelbassängen var världens största när den invigdes år 2006.

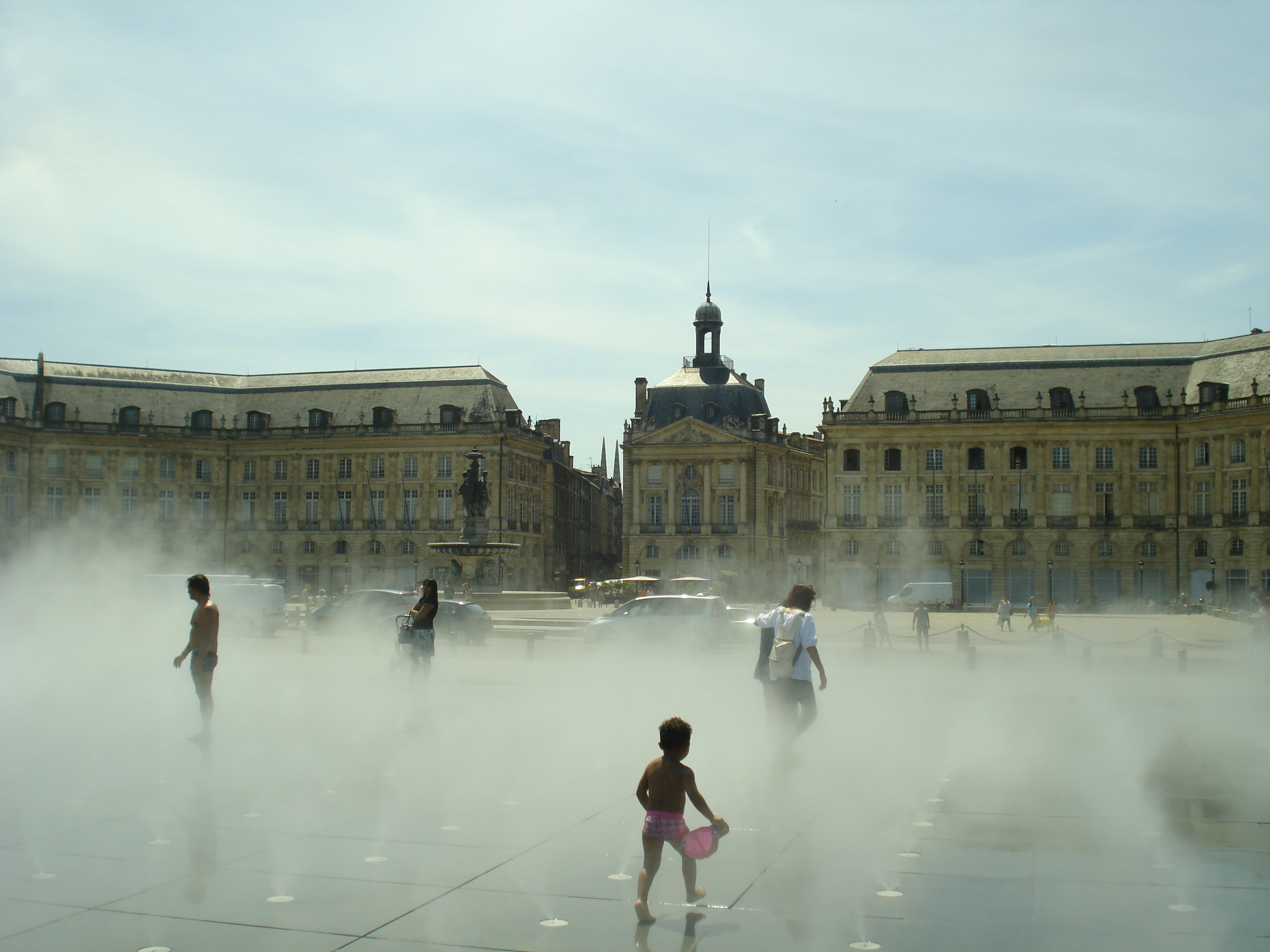
Dimma över Mirioir d'eau.

Vattencirkulationen styrs av ett datorsystem som sprutar vatten som en dimma över bassängen var femtonde minut. Miroir d'eau, som sägs vara den mest fotograferade platsen inom världsarvet Port de la Lune, är bara i drift under sommarhalvåret.